# Celinda Andersson
Celinda Andersson, född 18 juni 1981 i Linköping, Östergötlands län, är en svensk journalist och programledare. 
Hon började sin TV-karriär på TV4-nyheterna Öst 2007. År 2008 fortsatte hon till TV4-nyheterna Stockholm.
År 2016 rekryterades Andersson till Expressen TV för att redan året därpå hoppa av och börja arbeta på SVT. Där har hon bland annat synts som programledare i Kulturnyheterna, Rapport, Nyheter på lätt svenska och Morgonstudion, däribland SVT:s valvaka av det amerikanska presidentvalet 2020.
Andersson har även arbetat som manusförfattare till Svenska Nyheter (2021) och gjort research till programmet Skav (2022) med komikern Christoffer Nyqvist.